# 中野耀司
中野 耀司（なかの ようじ、英語: Yoji Nakano、1997年11月8日 - ）は、日本のフィギュアスケート選手（男子シングル）。役者。神奈川県出身。

## 人物
神奈川県横浜市出身。横浜市立菅田中学校卒業後、横浜創英高等学校に進学。高校卒業後は、明治大学へ進学。

## 経歴
2010-2011年シーズン、全日本フィギュアスケートジュニア選手権に初出場、ショートプログラムで26位となり、フリーに進出出来ずに終わる。その後、2014-2015年シーズンまで毎年全日本ジュニア選手権に出場。
2016-2017年シーズン、東京選手権で4位入賞を果たし、東日本選手権に出場。東日本選手権のフリーでは、自身初めてのトリプルアクセルに成功、フリーで1位となる。ショート・フリーの合計で3位となり、全日本選手権の出場を決めた。
初出場となった全日本選手権では、ショートプログラムでトリプルアクセルに挑むが転倒するものの、14位でフリーに進出。フリーでは、3回転アクセル-2回転トゥループのコンビネーションを着氷、続けて挑んだ2本目の3回転アクセルは転倒するものの、大舞台でトリプルアクセル2本を入れるプログラム構成に挑んだ。
華やかな表現力にも定評があり、2015年には荒川静香プロデュースのフレンズ・オン・アイスに「Get the chance」チャレンジスケーターとして推薦される。
2022年12月には自身初となる舞台にも挑戦し、パフォーマンスの幅を広げている。

## 主な戦績
| 大会/年         | 2009-10 | 2010-11 | 2011-10 | 2012-11 | 2013-14 | 2014-15 | 2015-16 | 2016-17 | 2017-18 |
| --------------- | ------- | ------- | ------- | ------- | ------- | ------- | ------- | ------- | ------- |
| 全日本選手権    |         |         |         |         |         |         |         | 17      | 22      |
| 東日本選手権    |         |         |         |         |         |         |         | 3       | 4       |
| 東京選手権      |         |         |         |         |         |         |         | 4       | 9       |
| 関東選手権      | 3 N     | 3 N     | 3 J     | 1 J     | 3 J     | 1 J     | 3 J     |         |         |
| 全日本Jr.選手権 |         |         | 26      | 17      | 14      | 20      |         |         |         |
| 東日本Jr.選手権 |         |         | 9       | 3       | 2       | 2       | WD      |         |         |

- J - ジュニアクラス
- N - ノービスクラス

### 詳細
| 2017-2018 シーズン    |                                                           |          |           |           |
| 開催日                | 大会名                                                    | SP       | FS        | 結果      |
| 2018年1月5日 - 8日    | 第90回日本学生氷上競技選手権（軽井沢）                    | 5 63.54  | 14 107.06 | 9 170.60  |
| 2017年12月20日 - 24日 | 第86回全日本フィギュアスケート選手権（調布）              | 22 56.56 | 22 102.78 | 22 159.34 |
| 2017年10月26日 - 29日 | 第43回東日本フィギュアスケート選手権大会（甲府）          | 4 60.93  | 5 119.18  | 4 180.11  |
| 2017年10月21日 - 22日 | 第11回東日本学生フィギュアスケート選手権Aクラス（東大和） |          |           | 中止      |
| 2017年9月21日 - 24日  | 2017東京フィギュアスケート選手権（西東京）                | 7 49.39  | 7 97.54   | 9 146.93  |

| 2016-2017 シーズン    |                                                            |          |           |           |
| 開催日                | 大会名                                                     | SP       | FS        | 結果      |
| 2017年1月26日 - 30日  | 第72回国民体育大会冬季大会 成年男子（長野）                | 6 57.12  | 5 110.55  | 3 167.67  |
| 2017年1月6日 - 8日    | 第89回日本学生氷上競技選手権（苫小牧）                     | 7 59.51  | 4 123.03  | 5 182.54  |
| 2016年12月22日 - 25日 | 第85回全日本フィギュアスケート選手権（門真）               | 14 60.25 | 17 115.04 | 17 175.29 |
| 2016年11月4日 - 6日   | 第42回東日本フィギュアスケート選手権（西東京）             | 6 51.74  | 1 119.36  | 3 171.10  |
| 2016年10月15日 - 16日 | 第10回東日本学生フィギュアスケート選手権 Aクラス（東大和） | -        | 6 94.29   | 6 94.29   |
| 2016年9月23日 - 25日  | 2016東京フィギュアスケート選手権（西東京）                 | 7 45.47  | 2 101.14  | 4 146.61  |

| 2015-2016 シーズン       |                                                         |          |          |           |
| 開催日                   | 大会名                                                  | SP       | FS       | 結果      |
| 2016年1月26日 - 30日     | 第71回国民体育大会冬季大会 少年男子（盛岡）             | 5 52.48  | 9 96.96  | 8 149.44  |
| 2016年1月19日 - 23日     | 第65回全国高等学校スケート競技選手権（盛岡）            | 23 38.98 | 13 95.33 | 14 134.31 |
| 2015年10月29日 - 11月1日 | 第32回東日本フィギュアスケートジュニア選手権（前橋）    |          |          | WD        |
| 2015年10月8日 - 11日     | 2015関東フィギュアスケート選手権 ジュニアクラス（千葉） | 1 49.48  | 4 79.87  | 3 129.35  |

| 2014-2015 シーズン       |                                                           |          |          |           |
| 開催日                   | 大会名                                                    | SP       | FS       | 結果      |
| 2015年1月28日 - 31日     | 第70回国民体育大会冬季大会 少年男子（前橋）               | 11 51.03 | 17 82.75 | 17 133.78 |
| 2015年1月21日 - 25日     | 第64回全国高等学校スケート競技選手権（名古屋）            | 18 43.23 | 8 107.34 | 10 150.57 |
| 2014年11月22日 - 24日    | 第83回全日本フィギュアスケートジュニア選手権（新潟）      | 17 47.98 | 20 90.46 | 20 138.44 |
| 2014年10月30日 - 11月2日 | 第31回東日本フィギュアスケートジュニア選手権（千葉）      | 2 53.34  | 2 107.96 | 2 161.30  |
| 2014年9月25日 - 28日     | 2014関東フィギュアスケート選手権 ジュニアクラス（軽井沢） | 2 47.90  | 1 92.54  | 1 140.44  |

| 2013-2014 シーズン    |                                                         |          |          |           |
| 開催日                | 大会名                                                  | SP       | FS       | 結果      |
| 2014年1月27日 - 31日  | 第69回国民体育大会冬季大会 少年男子（日光）             | 14 44.50 | 12 91.58 | 12 136.08 |
| 2014年1月20日 - 24日  | 第63回全国高等学校スケート競技選手権（三沢）            | 19 41.97 | 8 89.81  | 11 131.78 |
| 2013年11月22日 - 24日 | 第82回全日本フィギュアスケートジュニア選手権（名古屋）  | 12 50.09 | 16 91.56 | 14 141.65 |
| 2013年11月1日 - 4日   | 第30回東日本フィギュアスケートジュニア選手権（前橋）    | 2 50.33  | 5 97.07  | 2 147.40  |
| 2013年10月11日 - 14日 | 2013関東フィギュアスケート選手権 ジュニアクラス（横浜） | 2 47.45  | 1 85.24  | 3 132.69  |

| 2012-2013 シーズン    |                                                         |          |          |           |
| 開催日                | 大会名                                                  | SP       | FS       | 結果      |
| 2012年11月17日 - 18日 | 第81回全日本フィギュアスケートジュニア選手権（西東京）  | 12 44.48 | 15 86.36 | 17 128.89 |
| 2012年11月1日 - 4日   | 第29回東日本フィギュアスケートジュニア選手権（千葉）    | 5 42.16  | 3 93.22  | 3 135.38  |
| 2012年9月27日 - 30日  | 2012関東フィギュアスケート選手権 ジュニアクラス（甲府） | 4 40.09  | 1 91.78  | 1 131.87  |

| 2011-2012 シーズン    |                                                         |          |          |          |
| 開催日                | 大会名                                                  | SP       | FS       | 結果     |
| 2012年1月28日 - 30日  | 第32回全国中学校スケート競技会（長野）                  | 5 42.20  | 12 71.54 | 9 113.74 |
| 2011年11月25日 - 27日 | 第80回全日本フィギュアスケートジュニア選手権（八戸）    | 26 37.77 | -        | 26       |
| 2011年11月3日 - 6日   | 第28回東日本フィギュアスケートジュニア選手権（甲府）    | 9 41.48  | 9 73.31  | 9 113.75 |
| 2011年10月14日 - 16日 | 2011関東フィギュアスケート選手権 ジュニアクラス（前橋） | 4 40.09  | 3 73.24  | 3 115.63 |

| 2010-2011 シーズン    |                                                    |          |         |         |
| 開催日                | 大会名                                             | SP       | FS      | 結果    |
| 2011年1月29日 - 31日  | 第31回全国中学校スケート競技会（長野）             | 21 30.19 | -       | 21      |
| 2010年10月15日 - 17日 | 2010関東フィギュアスケート選手権 ノービスA（川越） | -        | 3 57.46 | 3 57.46 |

| 2009-2010 シーズン    |                                                                |    |          |          |
| 開催日                | 大会名                                                         | SP | FS       | 結果     |
| 2009年10月23日 - 25日 | 第13回全日本フィギュアスケートノービス選手権 ノービスA（八戸） | -  | 20 45.80 | 20 45.80 |
| 2009年9月25日 - 27日  | 2009関東フィギュアスケート選手権 ノービスA（千葉）             | -  | 3 42.67  | 3 42.67  |

## プログラム使用曲
| シーズン  | SP                                                                                          | FS                                                 |
| --------- | ------------------------------------------------------------------------------------------- | -------------------------------------------------- |
| 2017-2018 | フットルース ボーカル：ケニー・ロギンス 振付：岩本英嗣                                      | サンタナメドレー 振付：駒場幸大                    |
| 2016-2017 | ティコ・ティコ 作曲：ゼキーニャ・ジ・アヴレウ 演奏：デイヴィッド・ギャレット 振付：駒場幸大 | 映画『もののけ姫』より 作曲：久石譲 振付：岩本英嗣 |
| 2015-2016 | リベルタンゴ 作曲：アストル・ピアソラ                                                       | 映画『もののけ姫』より 作曲：久石譲 振付：岩本英嗣 |
| 2014-2015 | グノシエンヌ 作曲：エリック・サティ                                                         | DJ OSHOWメドレー                                   |
| 2013-2014 | グノシエンヌ 作曲：エリック・サティ                                                         | 雪国/東京ブギウギ 作曲：吉幾三/服部良一            |
| 2012-2013 | 枯葉 作曲：ジョゼフ・コズマ                                                                 | 雪国/東京ブギウギ 作曲：吉幾三/服部良一            |
| 2011-2012 | 枯葉 作曲：ジョゼフ・コズマ                                                                 | 暴れん坊将軍のテーマ 作曲：菊池俊輔                |
| 2010-2011 |                                                                                             | 暴れん坊将軍                                       |
| 2009-2010 |                                                                                             | 荒野の七人                                         |
| 2008-2009 |                                                                                             | 荒野の七人                                         |